# Klodvärgfoting
Klodvärgfoting (Symphylellopsis subnuda) är en mångfotingart som först beskrevs av Hansen 1903.  I den svenska databasen Dyntaxa används istället namnet Scolopendrellopsis subnuda. Enligt Catalogue of Life ingår klodvärgfoting i släktet Symphylellopsis och familjen slankdvärgfotingar, men enligt Dyntaxa är tillhörigheten istället släktet smaldvärgfotingar och familjen slankdvärgfotingar. Arten är reproducerande i Sverige. Inga underarter finns listade i Catalogue of Life.